# 关河镇
关河镇，原为关河乡，是中华人民共和国四川省凉山彝族自治州会理市下辖的一个乡镇级行政单位。2019年12月，将关河镇新海村、中厂村划归黎溪镇管辖。

## 行政区划
关河镇下辖以下地区：
关河村、田房村、红花村、官村、黑依村、菜子园村、大桥村、力河村、马鞍村和力马河管理委员会社区。